# Lynne Moody
 Lynne Moody  (* 17. Februar 1950 in  Detroit, Michigan) ist eine US-amerikanische Schauspielerin. 

## Leben und Karriere
Moody wurde in Detroit geboren, wuchs aber in Evanston (Illinois) auf. Sie studierte am Pasadena Playhouse. Zu ihren bekanntesten Rollen gehören Tracy Curtis Taylor in Das ist meine Mama; sie spielte auch Irene Harvey in Roots und Roots – Die nächsten Generationen, Polly Dawson in Soap, Krankenschwester Julie Williams in Emergency Room – Die Notaufnahme und Patricia Williams in Unter der Sonne Kaliforniens.

## Privatleben
Im Teenageralter wurde Moody schwanger. Ihre Tochter wurde 1964 geboren und direkt nach der Geburt zur Adoption freigegeben. Nachdem Moody viele Jahre erfolglos nach ihrer Tochter gesucht hatte, traf sie diese im Juni 2018 wieder.

## Filmografie (Auswahl)
- 1973: Der Schrei des Todes (Scream Blacula Scream)
- 1973: FBI (The F.B.I.)
- 1974: All in the Family (Fernsehserie)
- 1974: Supermänner gegen Amazonen (Superuomini, superdonne, superbotte)
- 1982: Magnum Staffel 3 Folge 6 - Die Rache der Mau Mau (Fernsehserie)